# Jean-Louis Wagnière

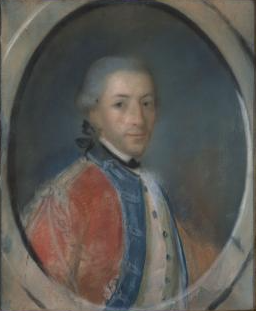
Jean-Louis Wagnière

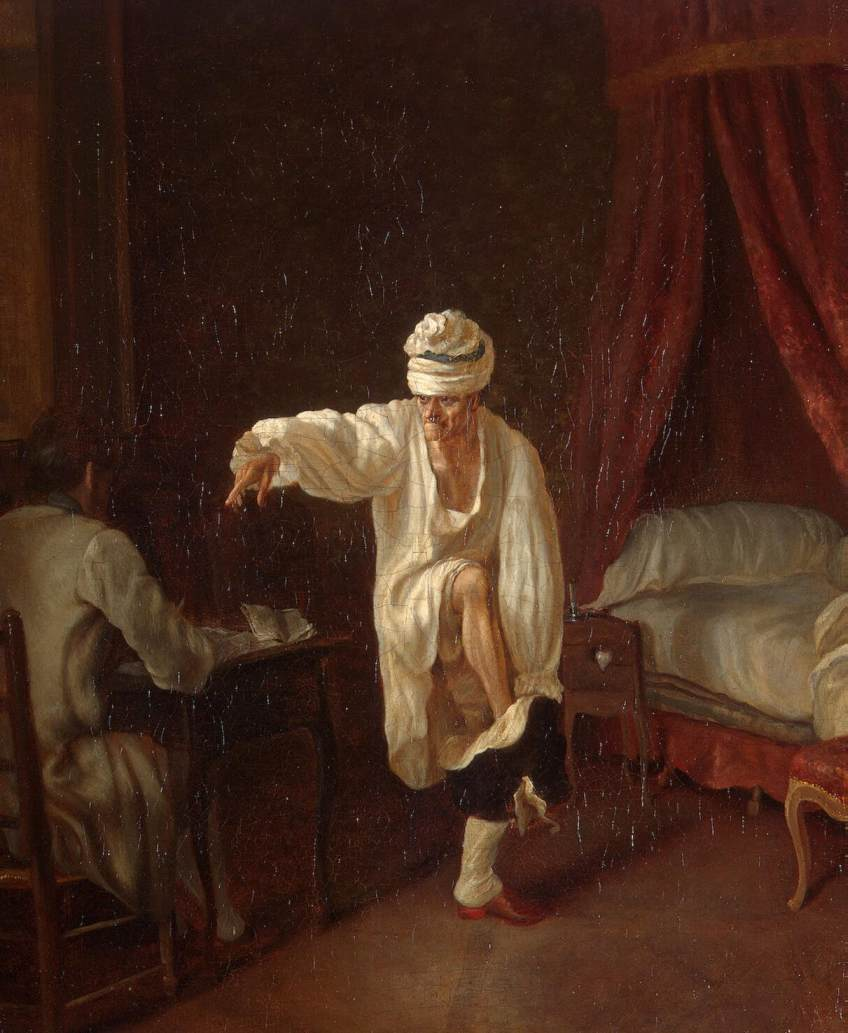
Jean Huber: Der Morgen Voltaires. Voltaire diktiert Wagnière beim morgendlichen Ankleiden

Jean-Louis Wagnière (* 15. Oktober 1739 in Rueyres, Kanton Waadt; † 7. April 1802 in Ferney-Voltaire, Frankreich) war von 1756 bis zum Tode Voltaires 1778 der bedeutendste Sekretär des französischen Philosophen.

## Leben im Dienste Voltaires
Wagnière wurde 1739 als Sohn des Schulvorstehers der Armenschule von Yverdon geboren. 1755, kurz nach seiner Niederlassung in der Genferseeregion in Prangins, trat er als Kammerdiener in die Dienste Voltaires ein. Er folgte ihm auf seinen Landsitz Délices bei Genf und anschließend nach Ferney (heute Ferney-Voltaire). 1756 entließ Voltaire seinen Sekretär Cosimo Alessandro Collini und stellte Wagnière als dessen Nachfolger ein, wobei er ihm auch einigen Lateinunterricht erteilte. Wagnière zeichnete sich durch unerschöpfliche Arbeitsfähigkeit, eine klare Handschrift und bedingungslose Ehrlichkeit aus und konnte so in Voltaires 24 letzten Lebensjahren als sein bevorzugter Sekretär, Bibliothekar, Buchhalter, Verwalter des Gutes Ferney und Personalchef amtieren, der auch die zahllosen Besucher seines Dienstherrn empfing. Dieser schätzte seine Dienste und nannte ihn den „treuen Wagnière“.
Nach dem Tode Voltaires am 30. Mai 1778 erhielt Wagnière von der russischen Kaiserin Katharina II. über die Vermittlung von Melchior Grimm den Auftrag, die Bibliothek Voltaires mit über 6.800 Bänden, welche die Kaiserin von Voltaires Erbin Marie-Louise Denis erworben hatte, nach Sankt Petersburg zu bringen und zu inventarisieren, wo sie sich bis heute in den Räumen der Nationalbibliothek befindet. Im folgenden Jahr kehrte Wagnière nach Ferney zurück, war von 1792 bis 1794 Bürgermeister der Ortschaft und unterstützte die Französische Revolution. Zudem verfasste er vier biographische Berichte über Voltaire, die 1826 in Paris veröffentlicht wurden.